# George Markey
George Markey (* 18. August 1925 in Worthington (Minnesota); † 28. März 1999 in Maplewood (New Jersey)) war ein US-amerikanischer Organist. 

## Leben
Markey studierte am Curtis Institute of Music in New York. Seine Lehrer waren Alexander McCurdy, Leo Sowerby, Dimitri Mitropoulos  und Rudolf Serkin. Markey lehrte am Westminster Choir College, am Peabody Conservatory und war Direktor der Guilmant Organ School. In New York war er ferner Musikdirektor und Organist der Madison Avenue Presbyterian Church. Er konzertierte in den Vereinigten Staaten, Europa, Australien, Indien und Japan. In seinen späteren Jahren war er Organist der Episcopal Church of St. Andrew and Holy Communion in South Orange.

## Tondokumente
- Das Orgelportrait: Die Alfred Führer-Orgel der Lutherkirche in Datteln/Westfalen. Mit Werken von Julius Reubke und Wolfgang Amadeus Mozart. LP, Psallite, 1969.
- The Wicks Organ Concert Series. LP.
- Das Orgelportrait: Die Rudolf-Stockmann-Orgel der St. Corneliuskirche; Dülken/Rhld. Mit Werken von Louis Vierne. LP, Psallite.
- Das Orgelportrait: Die Klais-Orgel des St. Kilians-Doms zu Würzburg. LP, Psallite.
- Das Orgelportrait: Die Kleuker-Orgel der Neustädter St. Marienkirche in Bielefeld. Mit Werken von Paul Hindemith. LP, Psallite.
- Das Orgelportrait: Die Klais-Orgel des St. Kilians-Doms zu Würzburg. Mit Werken von Marcel Dupré. LP, Psallite.[3]
- George Markey Plays The Allen Digital Computer Organ. LP.